# Баронс
Баронс (англ. Barons) — село в Канаді, у провінції Альберта, у складі муніципального району Летбрідж.

## Населення
За даними перепису 2016 року, село нараховувало 341 особу, показавши зростання на 8,3%, порівняно з 2011-м роком. Середня густина населення становила 419,5 осіб/км².
З офіційних мов обидвома одночасно володіли 5 жителів, тільки англійською — 320, а 10 — жодною з них. Усього 105 осіб вважали рідною мовою не одну з офіційних.
Працездатне населення становило 135 осіб (50,9% усього населення), рівень безробіття — 7,4% (0% серед чоловіків та 20% серед жінок). 77,8% осіб були найманими працівниками, а 22,2% — самозайнятими.
Середній дохід на особу становив $28 511 (медіана $22 848), при цьому для чоловіків — $35 310, а для жінок $21 756 (медіани — $32 288 та $19 392 відповідно).
32,1% мешканців мали закінчену шкільну освіту, не мали закінченої шкільної освіти — 35,8%, 35,8% мали післяшкільну освіту, з яких 10,5% мали диплом бакалавра, або вищий.
| Статево-вікова структура населення | Статево-вікова структура населення | Статево-вікова структура населення | Статево-вікова структура населення | Статево-вікова структура населення |
| ---------------------------------- | ---------------------------------- | ---------------------------------- | ---------------------------------- | ---------------------------------- |
|                                    |                                    |                                    |                                    |                                    |
| Всього                             | Всього                             | 55,1%44,9%                         |                                    |                                    |
| 0 — 14 років                       | 0 — 14 років                       |                                    | 24,6%                              | 24,6%                              |
| 15 — 64 років                      | 15 — 64 років                      |                                    | 58%                                | 58%                                |
| 65 і більше                        | 65 і більше                        |                                    | 17,4%                              | 17,4%                              |
| 85 і більше                        | 85 і більше                        |                                    | 1,4%                               | 1,4%                               |
| Середній вік (років)               | Середній вік (років)               | 36,940,2                           | 38,4                               | 38,4                               |
| Медіана (років)                    | Медіана (років)                    | 33,541,5                           | 37,3                               | 37,3                               |
| — чоловіки — жінки                 |                                    |                                    |                                    |                                    |

| Походження мешканців:     | Походження мешканців:     | Походження мешканців: | Походження мешканців: | Походження мешканців: |
| ------------------------- | ------------------------- | --------------------- | --------------------- | --------------------- |
| Походження                |                           |                       | осіб                  | %                     |
| Корінні американці        | Корінні американці        |                       | 20                    | 5.87%                 |
| Інше північноамериканське | Інше північноамериканське |                       | 85                    | 24.93%                |
| Європейське               | Європейське               |                       | 275                   | 80.65%                |
| британське                | британське                |                       | 140                   | 41.06%                |
| французьке                | французьке                |                       | 30                    | 8.8%                  |
| Латинськоамериканське     | Латинськоамериканське     |                       | 60                    | 17.6%                 |
| Азійське                  | Азійське                  |                       | 10                    | 2.93%                 |

| Зайнятість населення за галузями (за класифікацією NOC): | Зайнятість населення за галузями (за класифікацією NOC): | Зайнятість населення за галузями (за класифікацією NOC): | Зайнятість населення за галузями (за класифікацією NOC): | Зайнятість населення за галузями (за класифікацією NOC): |
| -------------------------------------------------------- | -------------------------------------------------------- | -------------------------------------------------------- | -------------------------------------------------------- | -------------------------------------------------------- |
|                                                          |                                                          |                                                          |                                                          |                                                          |
| Бізнес, фінанси та адміністрування                       | Бізнес, фінанси та адміністрування                       |                                                          | 7,4%                                                     | 7,4%                                                     |
| Охорона здоров'я                                         | Охорона здоров'я                                         |                                                          | 7,4%                                                     | 7,4%                                                     |
| Освіта, правозахист, муніципальні та урядові служби      | Освіта, правозахист, муніципальні та урядові служби      |                                                          | 7,4%                                                     | 7,4%                                                     |
| Мистецтво, культура, відпочинок та спорт                 | Мистецтво, культура, відпочинок та спорт                 |                                                          | 7,4%                                                     | 7,4%                                                     |
| Роздрібна торгівля та послуги                            | Роздрібна торгівля та послуги                            |                                                          | 25,9%                                                    | 25,9%                                                    |
| Гуртова торгівля, транспорт та обладнання                | Гуртова торгівля, транспорт та обладнання                |                                                          | 14,8%                                                    | 14,8%                                                    |
| Природні ресурси, сільське господарство                  | Природні ресурси, сільське господарство                  |                                                          | 7,4%                                                     | 7,4%                                                     |
| Виробництво                                              | Виробництво                                              |                                                          | 18,5%                                                    | 18,5%                                                    |

## Клімат
Середня річна температура становить 5,1°C, середня максимальна – 23°C, а середня мінімальна – -15,7°C. Середня річна кількість опадів – 400 мм.
| Клімат поселення                              | Клімат поселення | Клімат поселення | Клімат поселення | Клімат поселення | Клімат поселення | Клімат поселення | Клімат поселення | Клімат поселення | Клімат поселення | Клімат поселення | Клімат поселення | Клімат поселення | Клімат поселення |
| Показник                                      | Січ.             | Лют.             | Бер.             | Квіт.            | Трав.            | Черв.            | Лип.             | Серп.            | Вер.             | Жовт.            | Лист.            | Груд.            |                  |
| Середній максимум, °C                         | −2,01            | 1,53             | 6,02             | 12,31            | 17,93            | 21,91            | 23,00            | 23,00            | 17,88            | 12,32            | 4,26             | −0,78            |                  |
| Середня температура, °C                       | −8,85            | −5,29            | −0,77            | 5,49             | 11,12            | 15,08            | 17,18            | 17,16            | 12,04            | 6,46             | −1,59            | −6,59            |                  |
| Середній мінімум, °C                          | −15,66           | −12,12           | −7,6             | −1,32            | 4,29             | 8,27             | 11,34            | 11,33            | 6,20             | 0,61             | −7,42            | −12,45           |                  |
| Норма опадів, мм                              | 15               | 14               | 25               | 29               | 56               | 82               | 43               | 43               | 41               | 19               | 17               | 16               |                  |
| Середньомісячна швидкість вітру, м/с          | 4.48             | 4.10             | 4.48             | 4.50             | 4.32             | 4.00             | 3.60             | 3.50             | 3.80             | 4.39             | 4.60             | 4.40             |                  |
| Середньомісячна сонячна радіація, кДж/м²·день | 4342             | 7776             | 12912            | 17325            | 20751            | 22183            | 23570            | 20219            | 14457            | 8653             | 4627             | 3439             |                  |
| --------------------------------------------- | ---------------- | ---------------- | ---------------- | ---------------- | ---------------- | ---------------- | ---------------- | ---------------- | ---------------- | ---------------- | ---------------- | ---------------- | ---------------- |
| Джерело:                                      |                  |                  |                  |                  |                  |                  |                  |                  |                  |                  |                  |                  |                  |